# 克羅伊茨峰

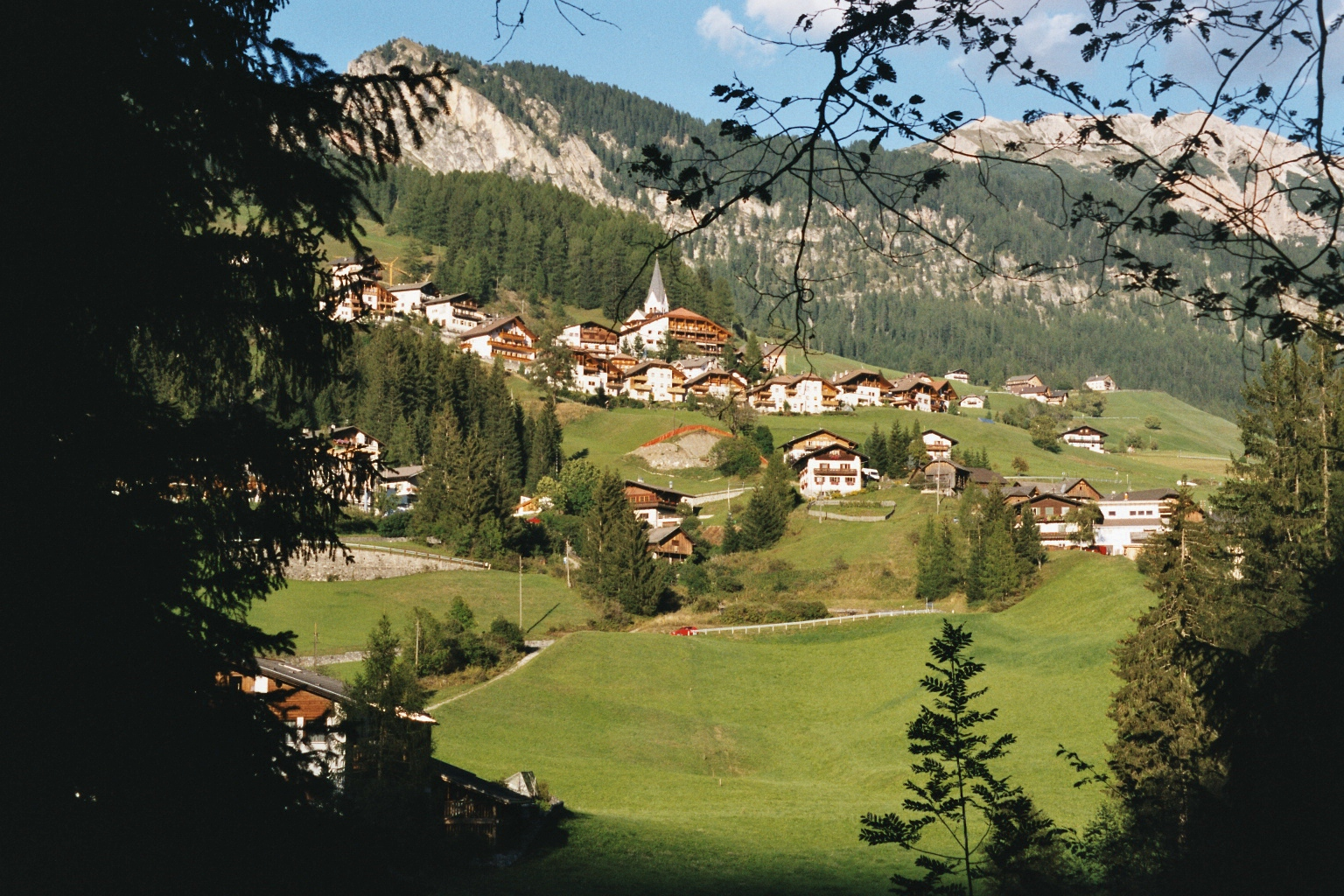

46°39′55″N 11°56′43″E / 46.665298°N 11.945164°E
克羅伊茨峰（義大利語：Crusc de Rit），是意大利的山峰，位於該國東北部，由博爾扎諾-南蒂羅爾自治省負責管轄，屬於法內斯山脈的一部分，該山峰海拔高度2,021米。